# Mir Jumla II
Mir Jumla (1591 - 30 de marzo de 1663) fue un destacado subadar (gobernador, aunque hoy en día es asimilado a un rey) de Bengala en la India oriental, bajo el emperador mogol Aurangzeb. Iraní por nacimiento, su nombre original era Mir Muhammad Saeed Ardestani (no debe ser confundido con Mir Jumla I cuyo nombre era Mir Muhammad Amin, general durante el reinado de Jahangir). Recibió varios títulos concedidos por el emperador Aurangzeb, como Mu'azzai Khan y Yar-i-Wafahdar, pero ha pasado a la historia como Mir Jumla. El nombre de su hijo fue Muhammad Amin Khan.

## Primeros años de vida
Mir Jumla era el hijo de un modesto comerciante de aceite de Bengala o Bihar. En su juventud adquirió algunos conocimientos de lectura, escritura y aritmética, lo que le permitió acceder al trabajo de administrativo para un comerciante de diamantes que tenía conexiones con el reino de Golconda en el sur de la India (cerca de la moderna ciudad de Hyderabad, en el estado de Andhra Pradesh, India), que era famoso por sus minas de diamantes. Más adelante viajó a la India para ponerse al servicio de otro comerciante. Sin embargo, empezó su propio negocio de comercio de diamantes, adquiriendo algunas minas y participando en aventuras comerciales marítimas. Poco a poco llegó a ser un comerciante famoso, propietario de varios barcos.
Esto le sirvió para entrar al servicio del sultán de Golconda, quien lo nombró visir o primer ministro del reino. En aquella época conoció y se hizo amigo del viajero francés Jean-Baptiste Tavernier, Barón de Aubonne. Tavernier era un pionero del comercio europeo con la India y al carismático Mir Jumla se le menciona prominentemente en su libro "Le Six Voyages" de J B. Tavernier".

## Carrera en la corte imperial mogol

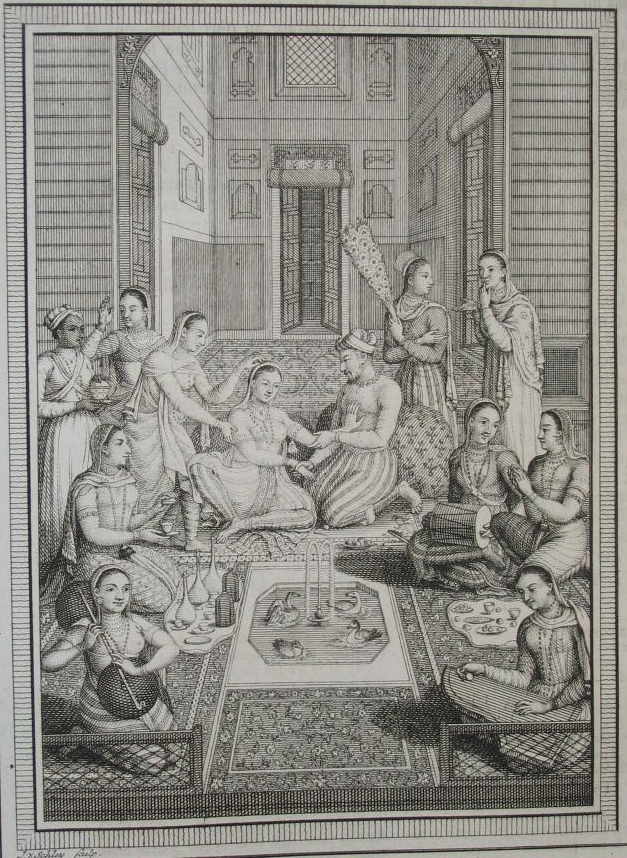
Mir Jumla en su harén (grabado francés del siglo XVIII)

Cuando ascendió al trono, Aurangzeb le confió la tarea de tratar con Shah Shuja, hermano de Auranzeb y adversario por el trono indio, que fue derrotado en la batalla de Khajwa. Mir Jumla siguió a Shuja desde Khajwa hasta Tandah, y desde allí hasta Daca (capital de la moderna república de Banglades), donde llegó el 9 de mayo de 1660. Shuja, sin embargo, ya había abandonado su refugio en Dacca, cruzando la frontera oriental hasta alcanzar el reino de Rakáin.
Poco después de su llegada a Dacca, Mir Jumla recibía el farmán imperial (decreto) que le nombraba subadar (gobernador) de Bengala en reconocimiento a sus servicios. Inmediatamente, comenzó a reorganizar la administración, que se había convertido en inoperante en ausencia de Shuja durante la guerra de sucesión. Devolvió la capitalidad a Dacca, que Shuja había transferido a la ciudad de Rajmahal.
Según Niccolai Manucci, Shuja huyó a Tripura con su hijo mediano Buland Akhtar, al que el rey de Tripura Nakshatra Roy (conocido como Chhatra Narayan) ayudó a llegar a Manipur, proveyéndole de elefantes y de varios guardias para conjurar la amenaza que suponían el ejército y los informadores de Aurangzeb. Shuja llegó finalmente a Manipur (Mekhli) en 1662 desde Daccca, de donde había salido en 1660, vía Arakan y Tripura. El rey de Manipur, Khunjaoba lo recibió en 1662 y mantuvo en secreto su identidad, si bien Aurangzeb pudo conocer el paradero de su hermano y envió una embajada de tres hombres (Ahaddis) a Manipur en relación con este asunto. El rey de Manipur, por su parte, correspondió con una embajada también de tres hombres en la corte mogola.
Shuja estuvo escondido por un tiempo en Shujalok (Kairang, en el este de Imphal, Manipur) y en la colina Ukhrul, y regresó al valle en 1679. Desde que Shuja llegó a Manipur en elefante (facilitado por el rey de Tripura) fue conocido entre los historiadores manipuris como "Oficial al cargo de los elefantes", o también como Nongsamei. Murió en algún momento de 1691 y fue enterrado en Shujalok.
Las actividades de construcción de Mir Jumla en Dacca y sus suburbios se tradujeron en dos carreteras, dos puentes y una red de fuertes, que eran necesarios para el bienestar público, los propósitos estratégicos y el envío veloz de tropas, equipo y municiones. Un fuerte en Tangi-Jamalpur vigilaba una de las carreteras que conectaban Dacca con los distritos del norte; que se conoce ahora como la carretera de Mymensingh. La otra carretera llevaba hacia el este, conectando la capital con Fatulla (Dhapa vieja), donde había dos fuertes, y por extensión la carretera podría llevar hasta Khizrpur, donde se ubicaban otros dos fuertes. El puente de Pagla en esta carretera está a las afueras de Fatulla. Algunas partes de las carreteras y los fuertes construidos por Mir Jumla todavía se conservan.

## Expedición a la Frontera Nororiental
El aspecto más importante del gobierno de Mir Jumla en Bengala fue su política en la frontera del noreste, donde conquistó los reinos de Kamrup (Kamarupa) y Assam. Koch Bihar era un estado vasallo, pero el rajá Pran Narayan aprovechó la guerra de sucesión para independizarse. El rey de los ahom (Assam), Jayadhvaja Singh, ocupaba una parte de Kamrup, que había estado antes integrado en la subah de Bengala
Mir Jumla lanzó un gran ejército y una potente armada hacia Kamrup, mientras que él mismo marchaba contra Koch Behar. Al acercarse, el rajá Pran Narayan evacuó el país y huyó hacia las montañas. Koch Behar fue ocupado en mes y medio, y a continuación Mir Jumla decidió ir contra Kamrup.
El rey de Assam era lo suficientemente prudente para evacuar Kamrup, pero Mir Jumla decidió también conquistar Assam, y remontó el río hacia Assam con 12.000 jinetes, 30.000 soldados de infantería, y una flota de 323 barcos y botes. Sus tropas también incluían marineros portugueses, ingleses y holandeses.
Un relato de la campaña y la vida durante estos tiempos fue escrito por el aventurero veneciano Niccolao Manucci en sus memorias Storia do Mogor, texto que sirvió de referencia para el trabajo del historiador francés François Catrou que escribió la "Historie Generale del Empire du Mogol" en 1715. Manucci también conoció a un oficial de la marina mogol de ascendencia británica durante el mismo período, de nombre Thomas Pratte, nombrado por Mir Jumla oficial en la armada mogol, y a quien le encargaba el reunir barcos de guerra y conseguir la pólvora necesarios para la guerra.
Assam, por entonces, era un país grande y su geografía física era muy diferente de la de Bengala, pero Mir Jumla llegó a conquistar Gargaon, la capital de Assam, en tan solo seis semanas.

## Campaña contra la insurgencia
La ocupación de Assam se convirtió en un grave problema para Mir Jumla. Además de la escasez de comida provocada por los ataques esporádicos de las tropas locales, se declaró la peste en el campo mogol. Como resultado, se perdieron casi dos tercios del ejército invasor, y el propio Mir Jumla cayó enfermo.
Tras la época de lluvias, Mir Jumla y el rey de Assam aceptaron firmar un tratado de paz. Los términos del tratado implicaban que el rey de Assam aceptaba la soberanía mogol y también enviaba dos princesas a la corte del emperador indio en señal de generosidad (una de ellas era Romoni Gabhoru -también conocida como la princesa Rah-, que más adelante se convertiría en nuera del emperador Aurangzeb). También tenía que pagar una indemnización de guerra y un homenaje anual de 20 elefantes, y debía ceder la mitad occidental de su reino desde Guwahati hasta el río Manas. Aunque los términos eran favorables a los mogoles, el territorio ocupado volvió a manos del rey de Assam tan pronto como Mir Jumla volvió sobre sus pasos. Moriría a las afueras de Khizrpur mientras regresaba a Bengala el 30 de marzo de 1663. Su tumba está localizada en una pequeña elevación cerca de las colinas Garo, en el estado indio de Meghalaya.

## Otros Mir Jumla
Hay otros dos Mir Jumla destacados:
- Mir Jumla I o Mir Muhammad Amin de Shahristan (muerte en 1637), general y gobernador en los reinados de Jahangir y Sha Jahan)
- Mir Jumla III o Ubaidullah, hijo de Mir Muhammad Wafa de Samarcanda (muerte de malaria en 1731), general y gobernador en los reinados de Farrukhsiyar y de  Muhammad Shah de Delhi)